# 法賓奴
法比奥·軒歷基·泰華利斯（葡萄牙語：Fábio Henrique Tavares；1993年10月23日—)，通稱法賓奴(Fabinho)，是一个巴西足球运动员，司职防守中場，也可客串中堅或右閘，現時效力沙特职业足球联赛球隊伊蒂哈德。

## 俱乐部生涯

### 艾奧里維
2012年，法賓奴由巴西甲組聯賽球隊富明尼斯轉會至葡萄牙超級聯賽球隊里奧艾維。

### 皇家馬德里卡斯迪拿
2012年，法賓奴外借至西班牙乙二級聯賽球隊皇家馬德里卡斯迪拿，其間上陣30場，攻入2球。

### 皇家馬德里
2013年，法賓奴由皇家馬德里卡斯迪拿外借至西班牙甲組聯賽球隊皇家馬德里，為皇家馬德里上陣1場，其後外借至法國甲組聯賽球隊摩納哥兩年，並為球隊上陣62場攻入1球。

### 摩納哥
2013年，法賓奴由皇家馬德里外借至摩納哥，直至2015年，法賓奴正式加盟摩納哥，其間上陣105場攻入22球，並赢得2016-2017球季法國甲組聯賽冠軍。

### 利物浦
2018年5月28日，英超球會利物浦宣布法賓奴將於7月1日加盟，轉會費為3,900萬英鎊。在該賽季中，法賓奴為利物浦合共出陣40次，並奪得歐冠冠軍。
8月14日，法比尼奥在2019年欧洲超级杯对阵切尔西的比赛中打满了90分钟，在常规时间2-2结束后，在点球大战中打进了利物浦的第二个点球，最终在点球大战中5-4获胜。

## 国家队生涯
2015年，法賓奴開始入選巴西國家足球隊，其間上陣4場，但是，並沒有入選2018年俄羅斯世界盃大軍。

## 荣誉
摩納哥
- 法國甲組足球聯賽冠军: 2016-17

利物浦
- 英格蘭超級足球聯賽冠军：2019–20
- 英格蘭聯賽盃冠军：2021-22
- 英格兰社区盾冠军：2022
- 歐洲聯賽冠軍盃冠軍：2018–19
- 歐洲超級盃冠军：2019
- 世界冠軍球會盃冠軍：2019

巴西國家隊
- 美洲國家盃亞軍 : 2021